# Noël en Espagne
 (décembre 2016).
- Si vous ne connaissez pas le sujet, laissez ce bandeau (vous pouvez alors contacter les auteurs).
- Si vous supprimez le contenu mis en cause (vous pouvez préalablement contacter les auteurs),

argumentez précisément cette suppression dans la page de discussion
(un manque de référence n'est pas un argument ; une recherche réelle de référence doit avoir été effectuée, être formellement documentée).
 (décembre 2019).
Si vous disposez d'ouvrages ou d'articles de référence ou si vous connaissez des sites web de qualité traitant du thème abordé ici, merci de compléter l'article en donnant les références utiles à sa vérifiabilité et en les liant à la section « Notes et références ».

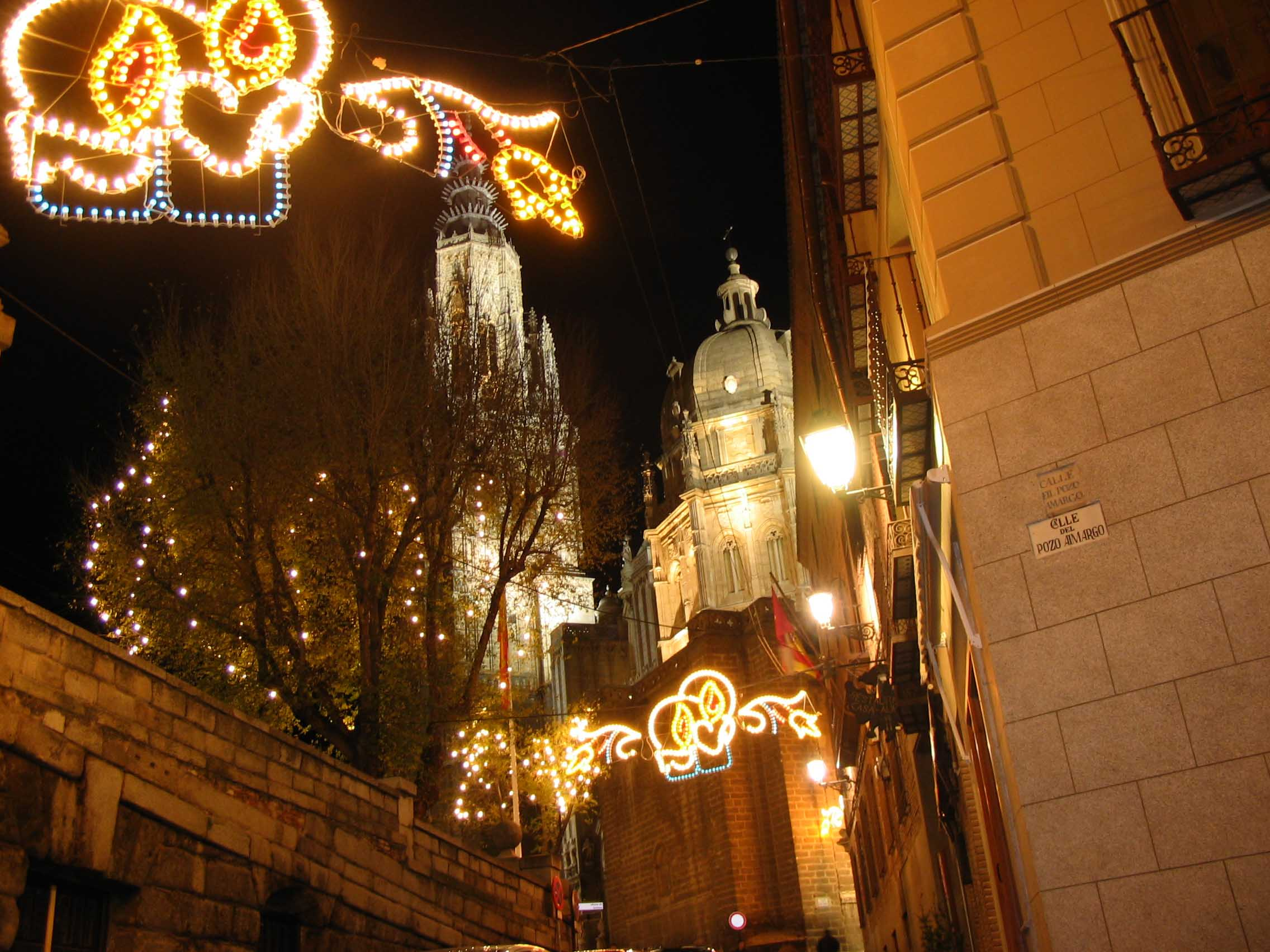
La cathédrale de Tolède à Noël

Les personnages principaux de la fête de Noël en Espagne sont les rois mages, qui distribuent les cadeaux, car le Père Noël n'y occupe qu'une place mineure. C'est d'ailleurs le seul pays latin où ce personnage ne s'est pas encore imposé.

## L'Espagne durant les festivités

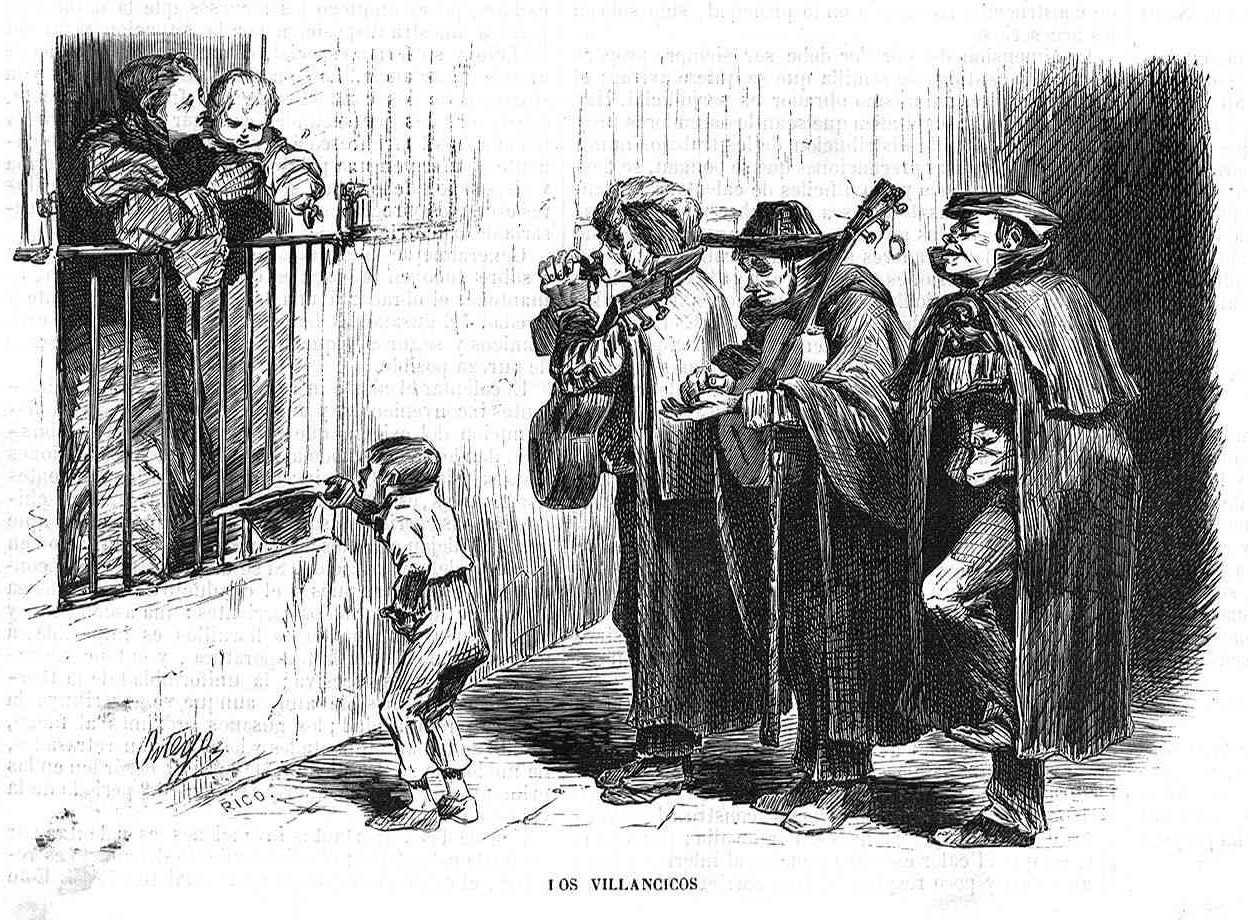
Los villancicos (1858), de Francisco Ortego

Comme dans d'autres parties du monde, les familles se réunissent et la nourriture, les boissons, la musique et la danse sont similaires à bien des égards à ce qu'on peut voir dans d'autres parties d'Europe et d'Amérique, mais certaines traditions et coutumes reflètent la culture de l'Espagne. Le sapin de noël n'est pas décoré de la même manière. Il n'y a pas de guirlandes et les boules sont en verre.
Un symbole de Noël important dans ce pays est la crèche. On peut voir ces représentations de la naissance de Jésus dans les grandes et petites municipalités et dans l'entrée des maisons. Dans de nombreuses petites villes, la veille de Noël, des scènes de la nativité sont représentées avec des acteurs, des actrices et des animaux réels associés à la naissance de Jésus : une vache, un âne et quelques agneaux. Les 24 et 25 décembre, il est possible, surtout dans les petites villes, d'entendre les enfants chanter des chants de Noël dans les rues; c'est une très vieille tradition. Il y a quelques années, il était encore possible d'entendre ces hymnes traditionnels de louanges chantés par les enfants de votre quartier ou partout près des crèches.

### Le 22 décembre, le début des fêtes
Les fêtes de Noël (Fiestas Navideñas en espagnol) commencent le 22 décembre. Une loterie de Noël est organisée depuis 1812. Les Espagnols qui y participent espèrent gagner les importantes sommes mises en jeu. Cette tradition marque le début des festivités notamment pour les non croyants ( être athée 

### Le 24 décembre, veille de Noël
La nuit du 24 décembre s’appelle nochebuena en espagnol. Certains des plats des célébrations navideñas (fêtes de Noël / Nativité) en Espagne sont le porc et l'agneau (préparé dans beaucoup d'endroits de Castille), la dinde, et la dorade sur les côtes. Les desserts sont le turrón, le mazapán et les polvorón. La boisson est le cava, un vin espagnol ressemblant au champagne. Après ce dîner, beaucoup se rendent à minuit à la « messe du coq » (Misa del Gallo), appelée ainsi parce que le coq est considéré comme le premier annonciateur de la naissance de Jésus.

### Le 25 décembre, jour de Noël
En Espagne, la coutume du Père Noël n'est pas aussi populaire que dans d'autres pays européens: les Espagnols attendent traditionnellement le día de los Reyes (l'épiphanie) pour la distribution de cadeaux.
En Catalogne (des deux côtés de la frontière) existe la tradition de Tió de Nadal, qui se charge de donner de petits objets ou cadeaux. Une tradition similaire existe en Aragon.

### Le 28 décembre, le jour des Saints Innocents

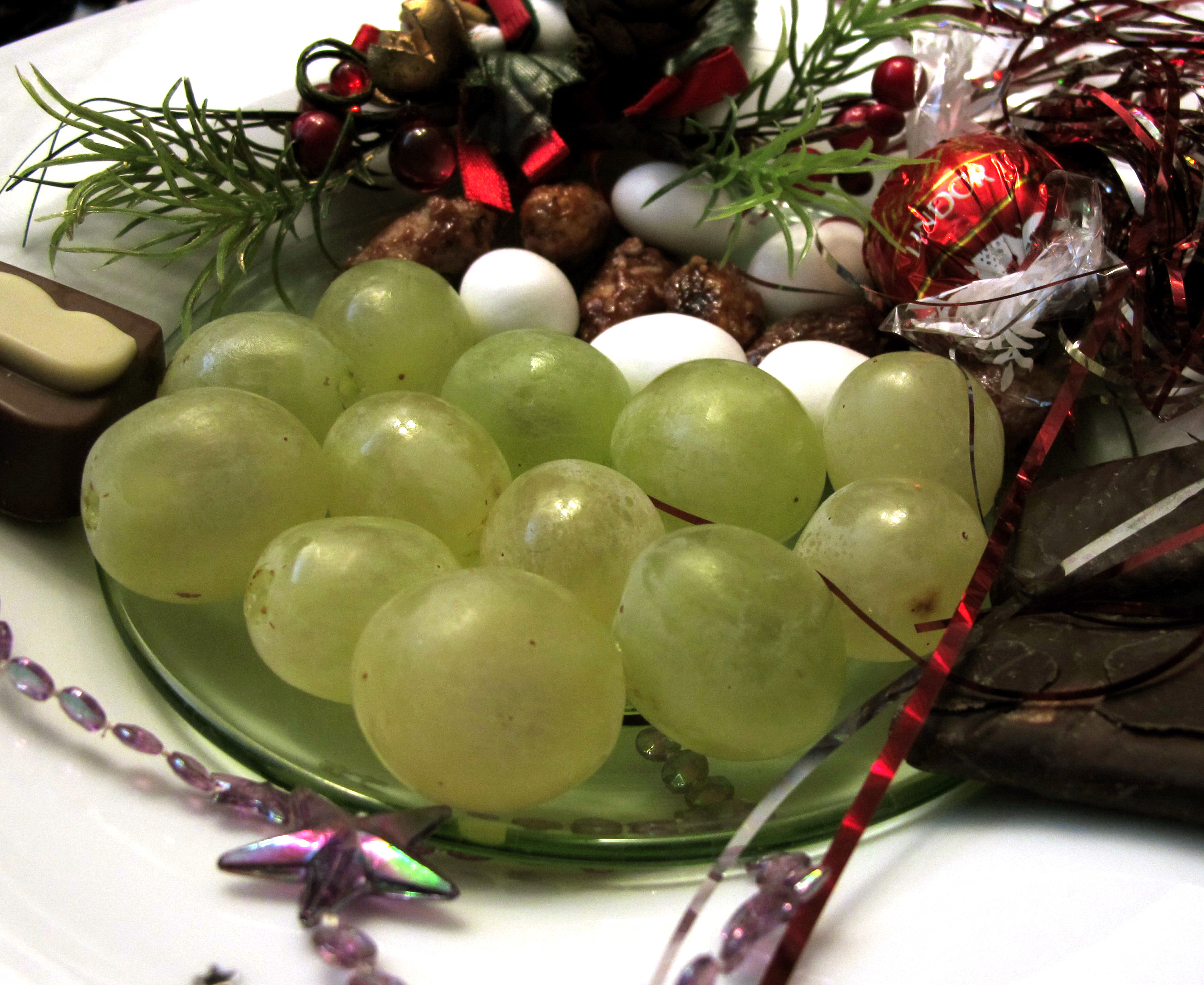
Les douze grains de raisin qui portent chance

Le Jour des Saints Innocents appelé « Día de los Santos Inocentes » en langue castillane correspond à la commémoration du massacre des enfants de moins de deux ans nés à Bethléem (Judée), ordonné par le roi Hérode Ier le Grand afin de se défaire du nouveau-né Jésus de Nazareth.

### Le 31 décembre, la nuit de la saint Sylvestre (San Sylvestre)
La nuit du 31 décembre (ou réveillon du Nouvel An) donne lieu à une grande fête. Partout, les cloches marquent les 12 coups de minuit et les Espagnols ont habitude d'avaler 12 grains de raisin, un à chaque coup de cloche.